# Bestiario (ballet)
Bestiario es un ballet creado en 1990 por el compositor español Jerónimo Maesso por encargo del director y coreógrafo Oscar Araiz. Se estrenó el 15 de septiembre de 1992 en el Teatro de la Zarzuela de Madrid con la participación de Julio Bocca y Eleonora Cassano en los papeles principales, acompañados por la compañía del Teatro San Martín de Buenos Aires. 
Se trata de un crescendo sin interrupción de unos cuarenta minutos que comienza con el sonido del propio organismo y acaba con una explosión de sonidos industriales, externos y pletóricos de energía. En medio asistimos a una constante evolución siguiendo el desarrollo de la propia música desde el hombre primitivo, quizás desde la África nodriza del ser humano, hasta la aparición y mezcla del arte de los sonidos en el continente americano. Se escuchará cómo va recorriendo todo el continente desde el sur hasta el norte, pasando por el Amazonas hasta desembocar en lo que se entiende como Música americana o norteamericana actual. Todos los estímulos que el hombre percibe desde su nacimiento como especie se irán acumulando e interpretando a base de reacciones que poco a poco éste irá reconociendo e intelectualizando a través de los sonidos que él mismo produce más los que puede originar usando elementos externos. Así, llegará finalmente a la creación y manejo de los instrumentos musicales, que al cabo de la evolución se irán sofisticando hasta culminar en el empleo de la electroacústica o el de máquinas, samplers y secuenciadores a modo de instrumentos. Todo un lujo de resonancias en constante desarrollo rítmico y secuencial que arranca con la respiración y los ecos del interior del cuerpo humano, finalizando en la más avanzada vanguardia de la música de nuestro tiempo.
- Datos: Q20013465